# Fatty Joins the Force
Fatty Joins the Force è un cortometraggio muto statunitense del 1913 diretto da George Nichols.